# I Gotta Know
"I Gotta Know" ("Tengo que saberlo") es una canción compuesta por Paul Evans con letra escrita por Matt Williams, grabada y popularizada por Elvis Presley. En 1959 el cantante británico Cliff Richard había ya grabado esta canción, pero sería la versión de Presley la que se editaría con mayor éxito. Descripta como un rock de medio tiempo en G mayor o un Doo-wop rhythm and blues  la canción de Presley fue editada por RCA como cara B de un sencillo con el tema "Are You Lonesome Tonight?" y se convirtió en un éxito de ventas. "I Gotta KnoW" por su parte entró en las listas Billboard Pop Chart y R&B  Chart a fines de 1960. En la actualidad el sencillo está certificado como doble disco de platino por la RIAA  

## Grabación y ediciones
La grabación del tema I" Gotta Know" de parte de Elvis tuvo lugar en el legendario estudio B de la RCA en Nashville, Tennessee, el 4 de abril de 1960.  En esa misma sesión de grabación Elvis registraría el tema principal de su próximo sencillo "Are You Lonesome Tonight?" del cual "I Gotta Know" sería su cara B. El ingeniero de sonido a cargo de esa sesión, era el pionero Bill Porter.  
Elvis se decidió por la segunda toma para confeccionar el máster.  Presley contó con la participación de dos bateristas para las sesiones; por un lado D. J. Fontana y por otro Buddy Harman. 
RCA incluyó el tema en el exitoso álbum "Elvis is Back!" el primero en editarse con nuevos temas desde que Elvis regresara de Alemania, tras cumplir allí con el servicio militar obligatorio, y en el que se mostraba en la portada del mismo a un Elvis con un corte de cabello que aún guardaba ciertas reminiscencias del ejército. 
Más tarde la canción también se editó en el álbum compilado Elvis' Golden Records volume 3

### Músicos de la sesión
- Elvis Presley - voz y guitarra acústica rítmica
- Hank Garland - guitarra rítmica
- Scotty Moore - primera guitarra
- Bob Moore - bajo
- Floyd Cramer - piano
- The Jordanaires - coros
- D. J. Fontana y Buddy Harman - batería [1]

## Listas
| Listas (1960)         | Posición alcanzada |
| --------------------- | ------------------ |
| Australia             | 1                  |
| Billboard Pop Chart   | 20                 |
| Canadá                | 1                  |
| R&B Chart             | 3                  |
| Rate Your Music Chart | 4                  |